# Rhamphomyia anomala
Rhamphomyia anomala är en tvåvingeart som beskrevs av Oldenberg 1915. Rhamphomyia anomala ingår i släktet Rhamphomyia och familjen dansflugor. Arten är reproducerande i Sverige. Inga underarter finns listade i Catalogue of Life.